# Emmelichthys
Emmelichthys är ett släkte av fiskar. Emmelichthys ingår i familjen Emmelichthyidae.
Kladogram enligt Catalogue of Life:
| Emmelichthys | \| \| Emmelichthys elongatus \| \| \| \| \| \| Emmelichthys karnellai \| \| \| \| \| \| Emmelichthys nitidus \| \| \| \| \| \| Emmelichthys ruber \| \| \| \| \| \| Emmelichthys struhsakeri \| \| \| \| |
|              | \| \| Emmelichthys elongatus \| \| \| \| \| \| Emmelichthys karnellai \| \| \| \| \| \| Emmelichthys nitidus \| \| \| \| \| \| Emmelichthys ruber \| \| \| \| \| \| Emmelichthys struhsakeri \| \| \| \| |
|              | Erythrocles |
|              | |
|              | Plagiogeneion |
|              | |
|              | Emmelichthys elongatus |
|              | |
|              | Emmelichthys karnellai |
|              | |
|              | Emmelichthys nitidus |
|              | |
|              | Emmelichthys ruber |
|              | |
|              | Emmelichthys struhsakeri |
|              | |

|  | Emmelichthys elongatus   |
|  |                          |
|  | Emmelichthys karnellai   |
|  |                          |
|  | Emmelichthys nitidus     |
|  |                          |
|  | Emmelichthys ruber       |
|  |                          |
|  | Emmelichthys struhsakeri |
|  |                          |